# Lagoa dos Três Cantos
Lagoa dos Três Cantos är en kommun i Brasilien.   Den ligger i delstaten Rio Grande do Sul, i den södra delen av landet, 1 500 km söder om huvudstaden Brasília. Antalet invånare är 1 598.
Trakten runt Lagoa dos Três Cantos består till största delen av jordbruksmark. Runt Lagoa dos Três Cantos är det glesbefolkat, med 17 invånare per kvadratkilometer.